# Linda di Chamounix
Linda di Chamounix est un opéra semiseria en trois actes de Gaetano Donizetti, sur un livret de Gaetano Rossi, d'après la pièce de théâtre La Grâce de Dieu d'Adolphe d'Ennery et Gustave Lemoine (présentée à Paris en 1841).
L'opéra fut créé à Vienne, au Kärntnertortheater, le 19 mai 1842, puis présenté au Théâtre-Italien à Paris, avec de légères modifications, le 17 novembre 1842.

## Personnages et interprètes de la création
- Linda - Eugenia Tadolini (soprano)
- Carlo, Vicomte de Sirval - Napoleone Moriani (ténor)
- Pierotto - Marietta Brambilla (contralto)
- Antonio, père de Linda - Felice Varesi (baryton)
- Le Préfet - Prosper Dérivis (basse)
- Le Marquis de Boisfleury - Agostino Rovere (basse-bouffe)

## Argument

### Acte I
Le marquis de Boisfleury complote pour s'approprier Linda, la fille d'Antonio et Maddalena, en prétendant vouloir la protéger. Le couple craint pour leur fille, et Linda, amante secrète de Carlo (en réalité le vicomte de Sirval et neveu du marquis), pour échapper aux pièges, se rend à Paris avec Pierotto et quelques amis savoyards.

### Acte II
Linda vit dans un appartement que Carlo lui a offert et elle s'est enrichie, mais elle est rejointe par le marquis, qui tente encore de la séduire en vain. Pendant ce temps, Antonio est arrivé à Paris pour revoir sa fille, mais il ne la reconnaît pas dans la riche dame qu'elle est devenue. Lorsque Linda se révèle, craignant qu'elle ait perdu son honneur, Antonio la renie. La situation se complique avec la nouvelle apportée par Pierotto, qui annonce que Carlo a épousé une femme de nobles origines. Linda devient folle et est ramenée à Chamounix.

### Acte III
Carlo retourne à Chamounix et apprend la situation de Linda. Il lui explique qu'il avait refusé le mariage imposé par sa mère. Linda retrouve alors la raison et l'opéra se conclut dans le bonheur général.

## Historique
Un des derniers exemples d'opéra semiseria, rappelant La sonnambula de Bellini, Linda di Chamounix est l'une des partitions les plus riches de Donizetti. Il y eut quelques prestigieuses reprises de l'œuvre au XXe siècle, notamment au Metropolitan Opera de New York en 1934, avec Lily Pons, à La Scala de Milan en 1939, avec Toti Dal Monte, et toujours à La Scala en 1972, avec Margherita Rinaldi.

## Discographie sélective
- 1953 - Margherita Carosio, Gianni Raimondi, Rina Corsi, Giuseppe Taddei, Giuseppe Modesti (it), Carlo Badiola - Coro e Orchestra della Rai Milano, Alfredo Simonetto - (Wallhall Eternity Series)
- 1972 - Margherita Rinaldi, Alfredo Kraus, Elena Zilio, Renato Bruson, Carlo Cava, Enzo Dara - Coro e Orchestra del Teatro alla Scala, Gianandrea Gavazzeni - (Opera d'Oro)
- 1993 - Edita Gruberova, Don Bernardini, Monika Groop, Ettore Kim, Stefano Palatchi, Anders Melander - Mikaeli Chamber Choir, Swedish Radio Symphony Orchestra, Friedrich Haider - (Nightingale)
- 2010 - Eglise Gutiérrez, Stephen Costello, Ludovic Tézier, Marianna Pizzolato, Alessandro Corbelli et l'orchestre du Royal Opera House, dirigé par Sir Mark Elder (Opera Rara)
- 2021 - Jessica Pratt, Francesco Demuro, Michele Pertusi, Fabio Capitanucci, Maggio Musicale Fiorentino, dirigé par Michele Gamba (Dynamic)

## Sources
- (en) Charles Osborne, The bel canto operas of Rossini, Donizetti, and Bellini, Portland, Or., Amadeus Press, 1994 (réimpr. 1996), 378 p., 25 cm (ISBN 978-0-93134-084-0, OCLC 39318083, lire en ligne).